# سدئو
سدئو (به لاتین: Sédhiou Department) یک منطقهٔ مسکونی در سنگال است که در سدیو واقع شده‌است. سدئو ۱۵۱٬۳۳۱ نفر جمعیت دارد.